# Michael Sars
Pour les articles homonymes, voir Sars.
Michael Sars, né le 30 août 1805 à Bergen et mort le 22 octobre 1869 à Oslo, est un naturaliste et un prêtre norvégien.

## Biographie
Il étudie l’histoire naturelle et la théologie à l'université d'Oslo de 1823 à 1828. Il obtient cette année-là un diplôme de théologie et commence à enseigner dans différentes écoles d’abord à Oslo puis à Bergen.
En 1831, il devient vicaire à Troms sur la côte nord-ouest de Norvège. Il se marie, la même année, avec Maren Welhaven, sœur du poète, Johan Sebastian Welhaven (1807-1873), dont il aura sept filles et sept fils. Huit ans plus tard, il s’installe à Hordaland, au nord de Bergen. Finalement, il est nommé, en 1854, professeur de zoologie à l’université d’Oslo, fonction qu’il conserve jusqu’à la fin de sa vie.
Sars fait paraître sa première publication scientifique en 1829 (Contributions to the Natural History of Marine Animals) suivi, en 1835, d’une seconde (Descriptions and Observations etc.). Il fait aussi paraître deux gros volumes sous le titre de Fauna Littoralis Norvegiae.
Il y décrit de nombreuses nouvelles espèces mais s’attache aussi, fait un peu inhabituel pour un naturaliste de son temps, aux cycles vitaux et reproductifs, à la nourriture et au soin aux jeunes, au comportement et à la répartition géographique.
Le zoologiste britannique Edward Forbes (1815-1854) avait affirmé qu’il n’existait d’organismes vivants à des profondeurs supérieures à 550 m. Sars et ses collègues démontrent dans une série d’articles bien documentés, que les fjords les plus profonds sont peuplés par de nombreuses espèces spécifiques, contredisant l'hypothèse azoïque d'Edward Forbes (absence de faune abyssale au-delà de 500 m). C’est à la suite de l’une de ses expéditions que Sars décrit Rhizocrinus lofotensis (synonyme Conocrinus lofotensis), le premier crinoïde vivant de ce type. Cette découverte va inciter le monde scientifique à organiser des expéditions destinées à étudier le monde des grandes profondeurs.
Il décrit de très nombreuses espèces dont des espèces fossiles. Le parlement norvégien fait appel à lui pour étudier les pêcheries du pays qui produisent notamment du hareng et de la morue. Mais sa mort interrompt ses recherches dont les premiers résultats seront publiés posthumément par son fils, Georg Ossian Sars (1837-1927).